# 4a Divisió d'Infanteria (Estats Units)
La 4a Divisió d'Infanteria (anglès: 4th Infantry Division) és una divisió de l'Exèrcit dels Estats Units amb seu a Fort Carson, Colorado. Està formada per un batalló del quarter general de la divisió, tres equips de combat de brigada (dos Stryker i un blindat), una brigada d'aviació de combat, una brigada de suport de divisió i una artilleria de divisió. És considerada como la divisió estatunidenca més avançada tecnològicament en qüestions militars.
El sobrenom oficial de la 4a Divisió d'Infanteria, "Ivy", és un joc de paraules del número romà IV o 4. Les fulles d'heura simbolitzen la tenacitat i la fidelitat que és la base del lema de la divisió: "Ferma i Lleial" (Steadfast and Leyal). El segon sobrenom, "Cavall de Ferro" (Iron Horse), s'ha adoptat per subratllar la velocitat i el poder de la divisió i els seus soldats.

## Història

### Primera Guerra Mundial

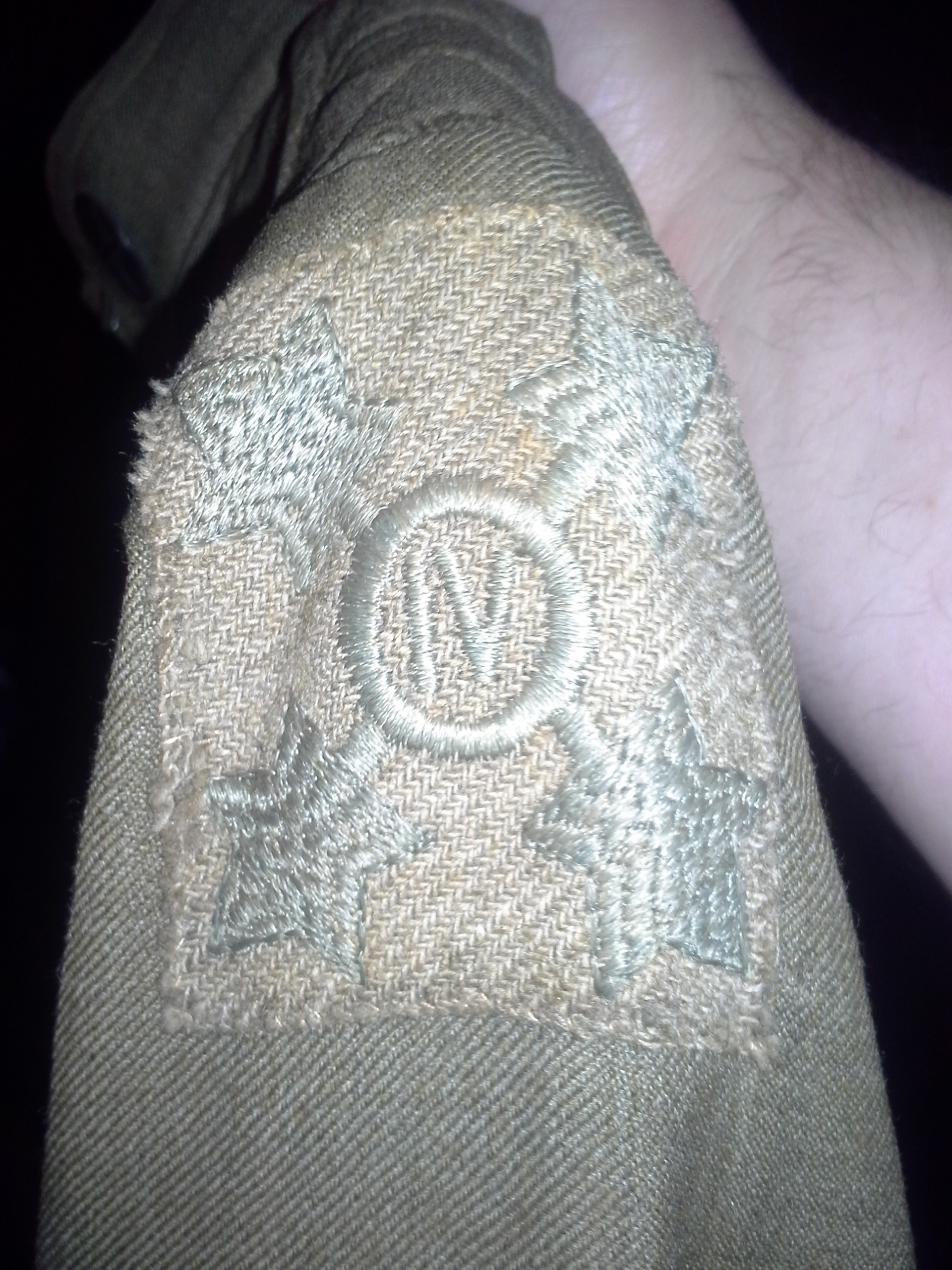
Insígnia d'identificació de la Quarta Divisió de la Primera Guerra Mundial

La 4a Divisió es va organitzar a Camp Greene, Carolina del Nord el 10 de desembre de 1917 sota el comandament del major general George H. Cameron. Va ser aquí que van adoptar la seva insígnia distintiva, les quatre fulles d'heura. La fulla d'heura provenia dels números romans per a quatre (IV) i significava el seu lema "Ferme i lleial". La divisió es va organitzar com a part del creixement dels Estats Units després de la Declaració de Guerra el 6 d'abril de 1917 i l'entrada dels Estats Units a la guerra al costat dels britànics i francesos.

#### Organització
- Quarter General, 4a Divisió
- 7a Brigada d'Infanteria
  - 39è Regiment d'Infanteria
  - 47è Regiment d'Infanteria
- 8a Brigada d'Infanteria
  - 58è Regiment d'Infanteria
  - 59è Regiment d'Infanteria
- 4a Brigada d'Artilleria de Campanya
  - 13è Regiment d'Artilleria de Campanya (155 mm)
  - 16è Regiment d'Artilleria de Campanya (75 mm)
  - 77è Regiment d'Artilleria de Campanya (75 mm)
  - 4th Bateria de morters de trinxeres
- 4t Regiment d'Enginyers
- 8è Batalló de Transmissions de Campanya
- Quarter General Tropa, 4a Divisió
- 4t Comboi de Quarter General i Policia Militar
  - 4t Comboi de Munició
  - 4t Comboi de Subministraments
  - 4t Comboi d'Enginyers
  - 4t Comboi Sanitari
    - 19a, 21a, 28a i 33a Companyies d'ambulàncies i hospitals de campanya

#### Ofensiva de Sant Mihiel
Per a la batalla de Saint-Mihiel, la divisió es va traslladar a una zona al sud de Verdun (Mosa) com a part del Primer Exèrcit dels Estats Units. El general John Pershing, comandant de la Força Expedicionària Americana (AEF) al  front occidental, havia aconseguit que francesos i britànics acordessin que l'AEF lluitaria sota els seus propis elements organitzatius. Una de les primeres missions assignades a l'AEF va ser la reducció del sortint de Saint-Mihiel. La 4a Divisió, assignada al V Cos, es trobava a la cara oest del sortint. El pla era que el V Cos empenyés generalment al sud-est i es trobés amb el IV Cos que avançava cap al nord-oest, atrapant així els alemanys a la zona de St. Mihiel.
El 59è Regiment d'Infanteria es va traslladar a una zona ocupada anteriorment pels francesos, desplegant-se al llarg d'un front de nou quilòmetres. El 12 de setembre, les primeres patrulles van ser enviades endavant pel 59. L'atac de la 4a Divisió va començar el 14 de setembre amb la 8a Brigada capturant la ciutat de Manheulles. Al llarg del front, les forces americanes van avançar i van tancar el sortint de St. Mihiel.

#### Tasques d'ocupació
Segons els termes de l'armistici, Alemanya havia d'evacuar tot el territori a l'oest del Rin. Les tropes nord-americanes havien de traslladar-se a la secció central d'aquesta zona anteriorment ocupada pels alemanys fins al cap de pont de Koblenz al Rin. El 4t va marxar cap a Alemanya, cobrint 330 milles en 15 dies, on es va dispersar àmpliament per una àrea amb Bad Bertrich com a quarter general de la divisió. La divisió va establir entrenaments per als homes, així com activitats esportives i educatives. L'abril de 1919 la divisió es va traslladar a una nova àrea d'ocupació més al nord del Rin.
La divisió va anar al nord fins a Ahrweiler, Alemanya, a la zona de Rheinland-Pfalz. Al juliol la divisió va tornar a França i l'últim destacament va navegar cap als Estats Units el 31 de juliol de 1919.

### Període d'entreguerres
La 4a Divisió va estar estacionada a Camp Dodge, Iowa, fins al gener de 1920. Després d'aquesta data, va estar estacionada a Camp Lewis, Washington. El 21 de setembre de 1921, la 4a Divisió va ser inactivada a causa de les retallades de finançament, però estava representada a l'Exèrcit Regular per la seva brigada d'infanteria parell (la 8a) i elements de suport seleccionats. El quarter general de la divisió, així com la majoria de les altres unitats inactives de la divisió, estaven autoritzats per ser dotats de personal de la Reserva Organitzada i designats com a unitats inactives de l'Exèrcit Regular. El quarter general de la divisió es va tornar a muntar de tant en tant, com per exemple per a l'exercici del lloc de comandament del Tercer Exèrcit dels Estats Units de setembre de 1936 a Camp Bullis, Texas, o per a les maniobres de l'agost de 1938 al Bosc Nacional De Soto a Mississipi.

### Segona Guerra Mundial
La 4a Divisió va ser reactivada l'1 de juny de 1940 a Fort Benning, Geòrgia, sota el comandament del major general Walter Prosser. A partir de l'agost, la formació es va reorganitzar com una divisió motoritzada i es va assignar (juntament amb la 2a Divisió Blindada) al I Cos Blindat, rebent oficialment el seu títol motoritzat en estil entre parèntesis i després formalment com a 4a Divisió Motoritzada a partir de l'11 de juliol de 1941. La divisió. va participar en les maniobres de Louisiana celebrades durant l'agost de 1941 i després en les de Carolina d'octubre de 1941, després de les quals va tornar a Fort Benning. La divisió es va traslladar a Camp Gordon, Geòrgia, el desembre de 1941, el mes que els Estats Units van entrar a la Segona Guerra Mundial, i va assajar l'entrenament a les Maniobres de Carolina durant l'estiu de 1942.
La divisió, ara sota el comandament del major general Raymond O. Barton, es va traslladar el 12 d'abril de 1943 a Fort Dix, Nova Jersey, on va ser novament reconfigurada i redesignada la 4a Divisió d'Infanteria el 4 d'agost d'aquell any. La divisió va participar en maniobres del camp de batalla a Florida a partir del setembre i després d'aquest exercici d'entrenament de tardor va arribar a Camp Jackson, Carolina del Sud, l'1 de desembre de 1943. En aquesta estació, la divisió va ser alertada del moviment a l'estranger i es va organitzar a Camp Kilmer, Nova Jersey, començant. 4 de gener de 1944 abans de sortir del port d'embarcament de Nova York el 18 de gener de 1944. La 4a divisió d'infanteria va navegar cap a Anglaterra on va arribar el 26 de gener de 1944.

#### França
La 4a Divisió d'Infanteria va atacar la costa nord de França controlada pels alemanys durant el desembarcament de Normandia, desembarcant a Utah Beach el 6 de juny de 1944. El 8è Regiment d'Infanteria de la 4a Divisió d'Infanteria va afirmar ser la primera unitat aliada transportada a la superfície (a diferència de la formacions de paracaigudistes que van ser llançades a l'aire abans) per colpejar les platges de Normandia el dia D, 6 de juny de 1944. Rellevant la 82a Divisió Aerotransportada aïllada a Sainte-Mère-Église, la 4a va netejar la península de Cotentin i va participar en la captura de Cherbourg el 25 de juny. Després de participar en els combats prop de Periers, del 6 al 12 de juliol, la divisió va trencar el flanc esquerre del Setè Exèrcit alemany, ajudant a frenar la marxa alemanya cap a Avranches.
A finals d'agost, la divisió s'havia traslladat a París i va donar a les forces franceses el primer lloc en l'alliberament de la seva capital. Durant l'alliberament de París, Ernest Hemingway va assumir un paper autodenominat com a explorador civil a la ciutat de París per als seus amics a la 4 ID. Estava amb el 22è Regiment d'Infanteria quan va avançar des de París, al nord-est a través de Bèlgica i cap a Alemanya. J.D. Salinger, que va conèixer Hemingway durant l'alliberament de París, estava amb el the 12è Regiment d'Infanteria.

#### Bèlgica, Luxemburg i Alemanya
El 4t es va traslladar a Bèlgica a través de Houffalize per atacar la línia Siegfried a Schnee Eifel el 14 de setembre i va fer diverses penetracions. El lent progrés cap a Alemanya va continuar a l'octubre, i el 6 de novembre la divisió va entrar a la batalla del Bosc de Hürtgen, on va estar involucrada en combats intensos fins a principis de desembre. Després es va traslladar a Luxemburg, només per enfrontar-se frontalment a l'ofensiva d'hivern de les Ardenes de l'exèrcit alemany a partir del 16 de desembre de 1944. Tot i que les seves línies estaven malmeses, va aconseguir retenir els alemanys a Dickweiler i Osweiler, i, contraatacant al gener, a través del Sauer, va envair les posicions alemanyes a Fouhren i Vianden.
Detinguda al riu Prüm al febrer per una forta resistència enemiga, la divisió finalment va creuar el 28 de febrer prop d'Olzheim i va córrer a través del Kyll el 7 de març. Després d'un breu descans, el 4t va creuar el Rin el 29 de març a Worms, va atacar i va assegurar Würzburg i el 3 d'abril havia establert un cap de pont a través del Main a Ochsenfurt. A tota velocitat al sud-est a través de Baviera, la divisió havia arribat a Miesbach a l'Isar el 2 de maig de 1945, quan va ser rellevada i posada en servei d'ocupació. L'escriptor J. D. Salinger va servir a la divisió entre 1942 i 1945.

#### Orde de batalla a la Segona Guerra Mundial

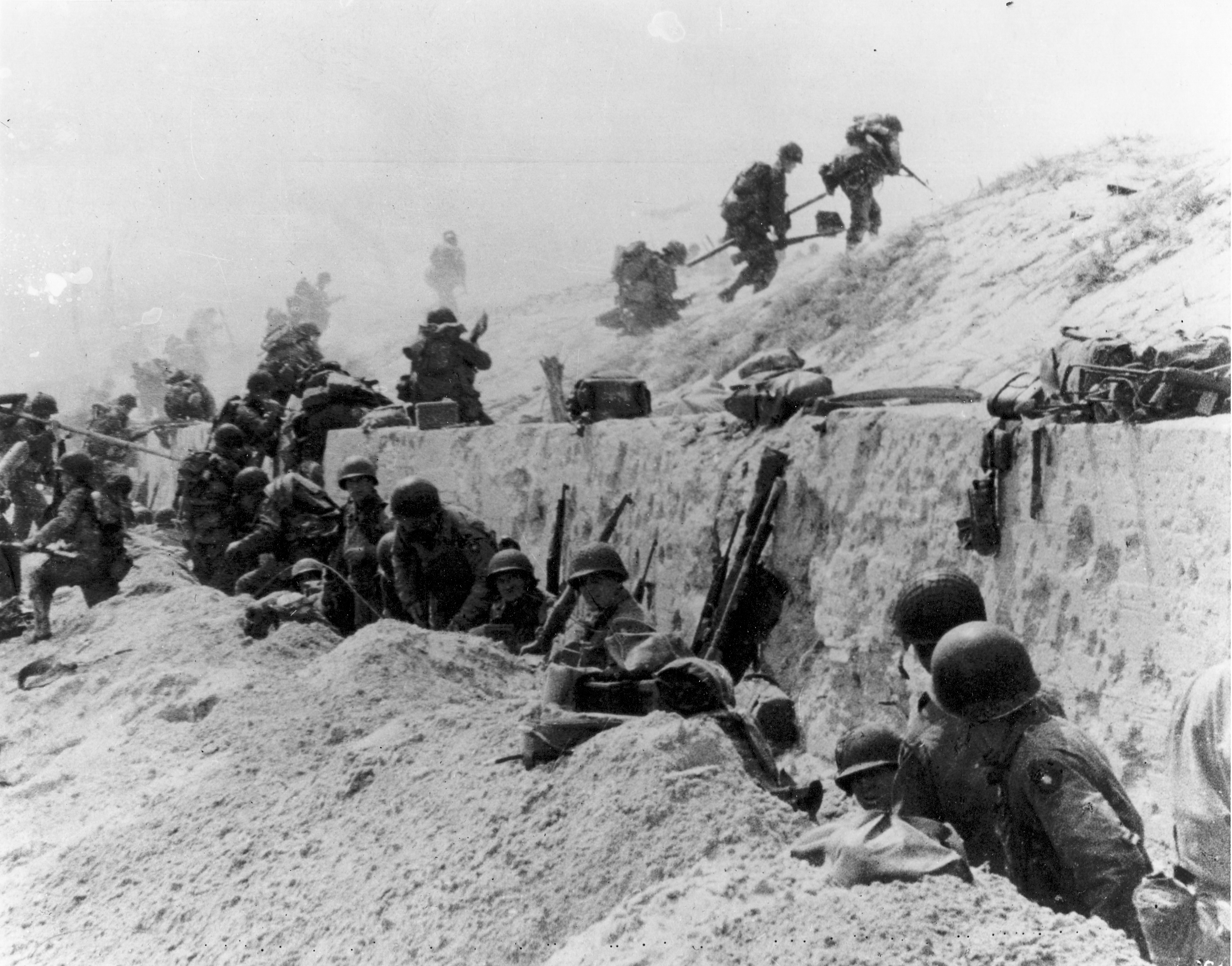
Els homes de la 4a divisió d'infanteria es desplacen del cap de platja d'Utah el dia D..

- Quarter General, 4a Divisió d'Infanteria
- 8è Regiment d'Infanteria
- 12è Regiment d'Infanteria
- 22è Regiment d'Infanteria
- Quarter General i Bateria General, 4a Divisió d'Artilleria d'InfanteriaL
  - 20è Batalló d'Artilleria de Campanya (155 mm)
  - 29è Batalló d'Artilleria de Campanya (105 mm)
  - 42è Batalló d'Artilleria de Campanya (105 mm)
  - 44è Batalló d'Artilleria de Campanya (105 mm)
- 4t Batalló d'Enginyers de Combat
- 4t Batalló Mèdic
- 4a Tropa de reconeixement de cavalleria (mecanitzada)
- Quarter General, Tropes Especials, 4a Divisió d'Infanteria
  - Quarter General de Companyia, 4a Divisió d'Infanteria
  - 704a Companyia Lleugera de Manteniment Ordnance Light Maintenance Company
  - 4a Companyia d'Intendència
  - 4a Companyia de Transmissions
  - Secció de la Policia Militar
  - Banda
- 4t Destacament del Cos de Contraintel·ligència

#### Baixes
- Total de baixes en combat: 22.660[6]
  - Morts en acció: 4.097
  - Ferits en acció: 17.371
  - Desapareguts en acció: 461
  - Presoners de guerra: 731
- Dies de combat: 299

### Postguerra/Inicis de la Guerra Freda
La divisió va tornar als Estats Units el juliol de 1945 i va estar estacionada a Camp Butner, Carolina del Nord, preparant-se per al desplegament al Pacífic. Un cop acabada la guerra, va ser desactivada el 5 de març de 1946. Va ser reactivada com a divisió d'entrenament a Fort Ord, Califòrnia, el 15 de juliol de 1947.
L'1 d'octubre de 1950 va ser redesignada com a divisió de combat, entrenant a Fort Benning, Geòrgia. El maig de 1951 es va desplegar a Alemanya com la primera de les quatre divisions dels Estats Units compromeses amb l'Organització del Tractat de l'Atlàntic Nord durant els primers anys de la Guerra Freda. La seu de la divisió era a Frankfurt. Després d'una gira de cinc anys a Alemanya, la divisió es va tornar a desplegar a Fort Lewis, Washington el maig de 1956.
La divisió va ser substituïda a Alemanya per la 3a Divisió Blindada com a part d'un desplegament de l'operació Giroscopi. La divisió es va reduir a zero, els colors es van transferir a Fort Lewis, Washington, i la divisió es va restablir rebandejant la  71a Divisió d'Infanteria (que ella mateixa acabava de tornar d'Alaska) el 15 de setembre de 1956.
L'1 d'abril de 1957, la divisió es va reorganitzar com a divisió pentòmica. Els tres regiments d'infanteria de la divisió (el 8è, el 12è i el 22è) van quedar inactivats, amb els seus elements reorganitzats en cinc grups de batalla d'infanteria (el 1-8 IN, 1-12 IN, 1-22 IN, 2-39 IN and the 2-47 IN).

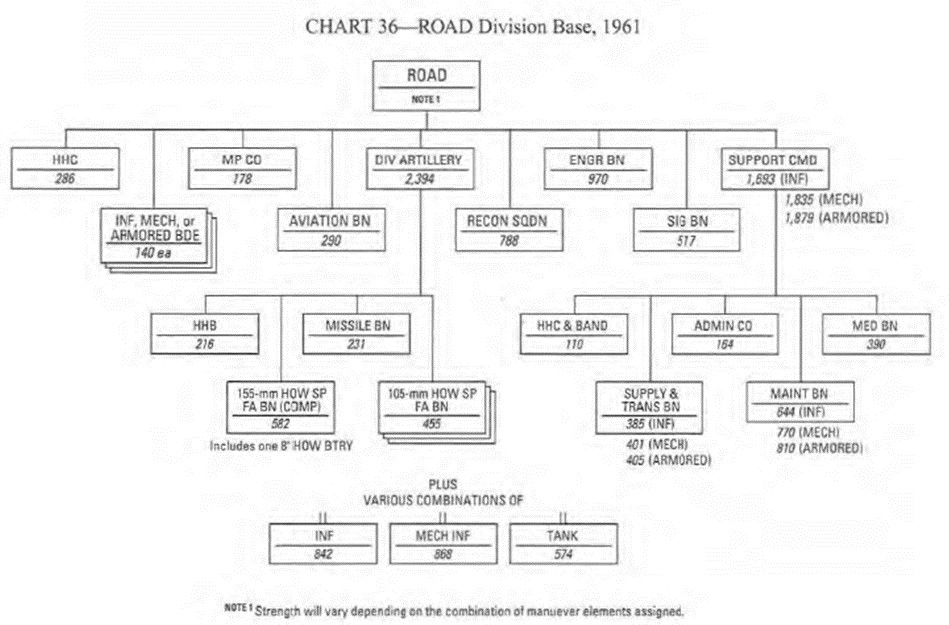
L'organigrama estàndard d'una divisió ROAD

L'1 d'octubre de 1963 la divisió es va reorganitzar com a Divisió de l'Exèrcit Objectiu de Reorganització (ROAD). Es van activar tres quarters generals de brigada i les unitats d'infanteria es van reorganitzar en batallons.
El 6è Batalló de Tancs de la 2a Divisió Blindada, Fort Hood, Texas, va ser enviat a Corea durant la guerra per servir amb la 24a Divisió d'Infanteria. Els llinatges de les companyies de tancs dins del batalló es perpetuen pels batallons dels actuals 66è i 67è Regiments de blindatge de la 4a Divisió d'Infanteria.

### Guerra del Vietnam
La 4a Divisió d'Infanteria es va desplegar des de Fort Lewis fins a Camp Enari, Pleiku, Vietnam el 25 de setembre de 1966 i va servir més de quatre anys, tornant a Fort Carson, Colorado el 8 de desembre de 1970. Dues brigades van operar a la Zona Central Highlands/II Cos, però la seva 3a Brigada, inclòs el batalló blindat de la divisió, va ser enviada a la província de Tây Ninh al nord-oest de Saigon per participar en l'operació Attleboro (de setembre a novembre de 1966), i més tard en l'operació Junction City (de febrer a maig de 1967), ambdues a la zona de guerra C. Després de gairebé un any de combat, els batallons de la 3a Brigada van passar oficialment a formar part de la  25a Divisió d'Infanteria a canvi dels batallons de la 3a Brigada, llavors a la província de Quảng Ngãi com a part de la Task Force d'Oregon.

#### Taula de desplegament 1966–1970
| Ubicació      | Inici         | Final         |
| ------------- | ------------- | ------------- |
| Pleiku        | setembre 1966 | febrer 1968   |
| Dak To        | març 1968     | abril 1968    |
| Pleiku        | abril 1968    | febrer 1970   |
| An Khe/Pleiku | abril 1970    | abril 1970    |
| An Khe        | abril 1970    | desembre 1970 |

Durant el seu servei al Vietnam, la divisió va dur a terme operacions de combat que van des de les terres altes centrals occidentals al llarg de la frontera entre Cambodja i Vietnam fins a Qui Nhơn al mar de la Xina Meridional. La divisió va experimentar un intens combat contra les forces regulars de l'Exèrcit Popular del Vietnam a les muntanyes que envolten Kontum a la tardor de 1967. La 3a Brigada de la divisió es va retirar del Vietnam l'abril de 1970 i es va desactivar a Fort Lewis.
Al maig, la resta de la divisió va dur a terme operacions transfrontereres durant la incursió cambodjana. La divisió es va traslladar a An Khe. La "Divisió Ivy" va tornar del Vietnam el 7 de desembre de 1970 i es va reunir a Fort Carson per la seva antiga 3a Brigada des de Hawaii, on s'havia tornat a desplegar com a part de la retirada de la 25a Divisió d'Infanteria. Un batalló va romandre a Vietnam com a organització separada fins al gener de 1972.

#### Orde de batalla a la Guerra de Vietnam
- Quarter General de la divisió i Quarter General de Companyia (HHC)
- Comandament de Suport a la Divisió
  - Comandament de Suport HHC i la banda
  - 4t Batalló d'Avituallament i Transport
  - 4a Companyia d'Administració
  - 704è Batalló de Manteniment
  - 4t Batalló Mèdic
- 1r Brigada
  - 1r Batalló, 8a d'Infanteria ("Bullets")
  - 3r Batalló, 8a d'Infanteria ("Dragoons")
  - 3r Batalló, 12a d'Infanteria ("Braves")
- 2n Brigada
  - 1r Batalló, 12a d'Infanteria ("Red Warriors")
  - 1r Batalló, 22a d'Infanteria ("Regulars") (separat de novembre de 1970 a gener de 1972)
  - 2n Batalló, 8a d'Infanteria ("Panthers") (mecanitzat)
- 3r Brigada (de la 25a Divisió d'Infanteria)
  - 1r Batalló, 14è Infanteria ("Golden Dragons") (de la 25a Divisió d'Infanteria, agost de 1967 a desembre de 1970)
  - 1r Batalló, 35è Infanteria ("Cacti Green") (de la 25a Divisió d'Infanteria, agost de 1967 a abril de 1970)
  - 2n Batalló, 35è Infanteria ("Cacti Blue") (de la 25a Divisió d'Infanteria, agost de 1967 a desembre de 1970)
  - 1r Batalló, 69è Cuirassada ("Black Panthers") (de la 25a Divisió d'Infanteria, agost de 1967 a abril de 1970)
- 3r Brigada (a la 25a Divisió d'Infanteria)
  - 2n Batalló, 12a d'Infanteria ("Lethal Warriors") (a la 25a Divisió d'Infanteria, agost de 1967-abril de 1971)
  - 2n Batalló, 22a d'Infanteria (separat de novembre de 1970 a gener de 1972)
  - 3r Batalló, 22a d'Infanteria (a la 25a Divisió d'Infanteria, agost de 1967-desembre de 1970)
  - 2n Batalló, 34t Cuirassat ("Dreadnaughts") (a la 25a Divisió d'Infanteria, agost de 1967-desembre de 1970)
- Artilleria de la divisió
  - Quarter General i Quarter General de la Bateria
  - 6è Batalló, 29è d'Artilleria (105 mm) (1r Brigada)
  - 4th Batalló, 42n d'Artilleria (105 mm) (2n Brigada)
  - 2n Batalló, 9è d'Artilleria (105 mm) (agost de 1967-abril de 1970) (de la 3a Brigada, 25a Divisió d'Infanteria)
  - 2n Batalló, 77è d'Artilleria (105 mm) (a la 25a Divisió d'Infanteria, agost de 1967-desembre de 1970)
  - 5th Batalló, 16è d'Artilleria (155 mm/8 inch) (Suport general)
- 4a Companyia de Policia Militar
- 4t Batalló d'Aviació
- 1r Esquadró, 10è Regiment de Cavalleria ("Soldats Buffalo")
- 4t Batalló d'Enginyers
- 124è Batalló de Transmissions

#### Unitats adjuntes
- 2n Esquadró, 1r Regiment de Cavalleria ("Blackhawks")
- 7è esquadró, 17è regiment de cavalleria ("Ruthless Riders")
- Companyia E, 20a Infanteria (Patrulla de llarg abast)
- Companyia E, 58è Infanteria (Patrulla de llarg abast)
- Companyia K (Ranger), 75è d'Infanteria (Aerotransportada)
- 43è Destacament Químic
- 374a Companyia de l'Agència de Seguretat de l'Exèrcit (a Vietnam com a 374a Companyia d'Investigació de Ràdio)

#### Baixes
- 2.531 morts en acció
- 15.229 ferits en acció

### Post Vietnam/Finals de la Guerra Freda i REFORGER

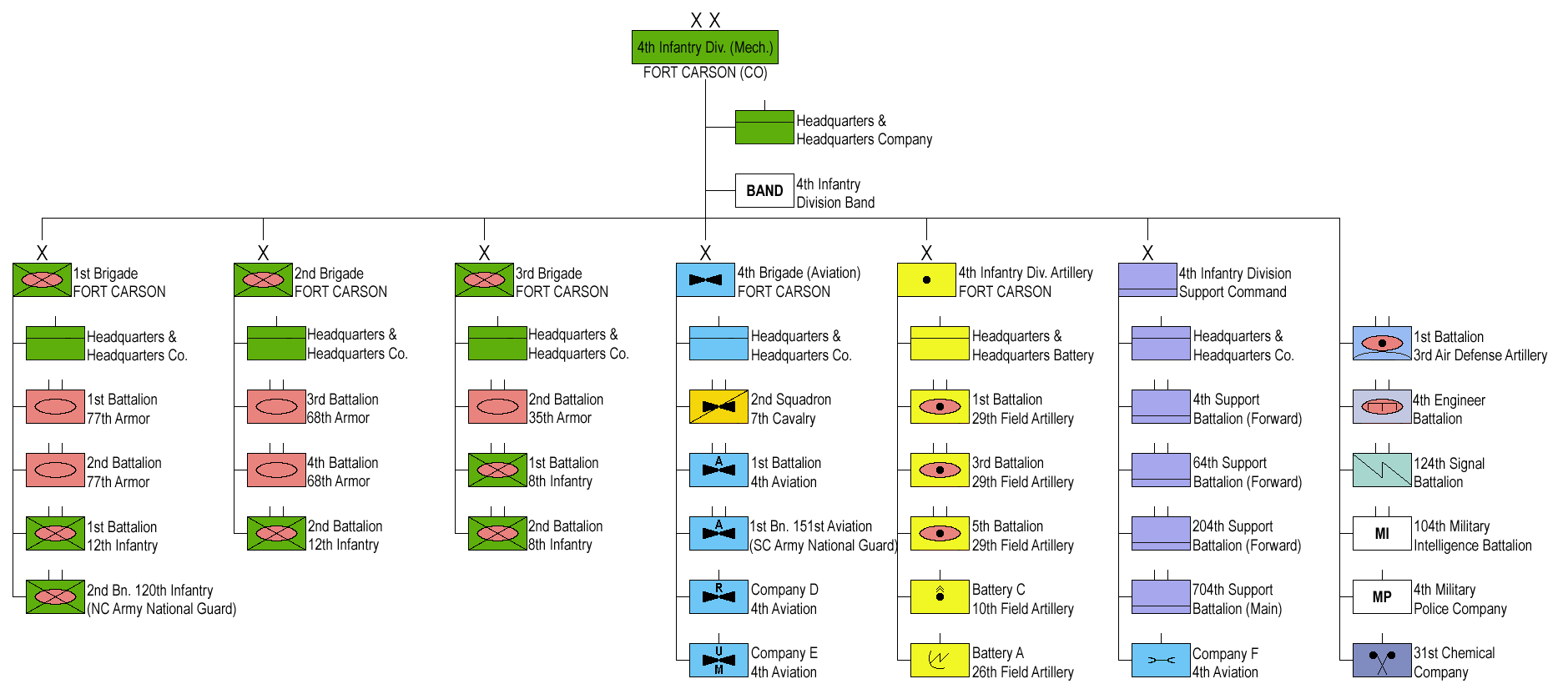
Estructura de la 4a Divisió d'Infanteria (mecanitzada) 1989 (feu clic per ampliar)

Tornant als Estats Units, la divisió va reprendre l'entrenament i les missions de la Guerra Freda. La divisió va romandre estacionada a Fort Carson, Colorado des de 1970 fins a 1995. Durant aquest període, la divisió es va convertir en una divisió d'infanteria mecanitzada, i sovint enviava unitats constituents a Europa per participar en els exercicis anuals REFORGER per continuar la missió de dissuasió de la Guerra Freda d'amenaces comunistes. El 1976 la 4a Brigada de la Divisió es va establir i es va estacionar permanentment cap a Wiesbaden, Alemanya Occidental com a  Brigada 76, romanent-hi fins que va ser inactivada el 1984. Va ser durant el seu temps a Fort Carson que la Divisió va assumir el sobrenom de "Ironhorse".

### Força XXI
El desembre de 1995, la Divisió Ivy va tornar a activar-se a Ft Hood, Texas quan la 2a Divisió Blindada va ser desactivada com a part de la reducció de l'exèrcit. Una brigada va romandre a Fort Carson com a 3a Brigada 4a Divisió d'Infanteria estacionada a Fort Carson. La divisió es va convertir en una divisió experimental de l'Exèrcit, com ho havia estat a principis dels anys quaranta. Fins a completar la missió l'octubre de 2001, 4ID va dirigir l'exèrcit al segle xxi sota Force XXI, el programa de modernització de l'exèrcit. La divisió va provar i col·locar equips de comunicacions digitals d'última generació, equipament de lluita nocturna, armament avançat, organització i doctrina per preparar l'Exèrcit per al futur.
De 1989 a 1996, la 116a Brigada de Cavalleria de la Guàrdia Nacional de l'Exèrcit d'Idaho i d'Oregon va servir com a brigada completa de la divisió.

### Guerra de l'Iraq

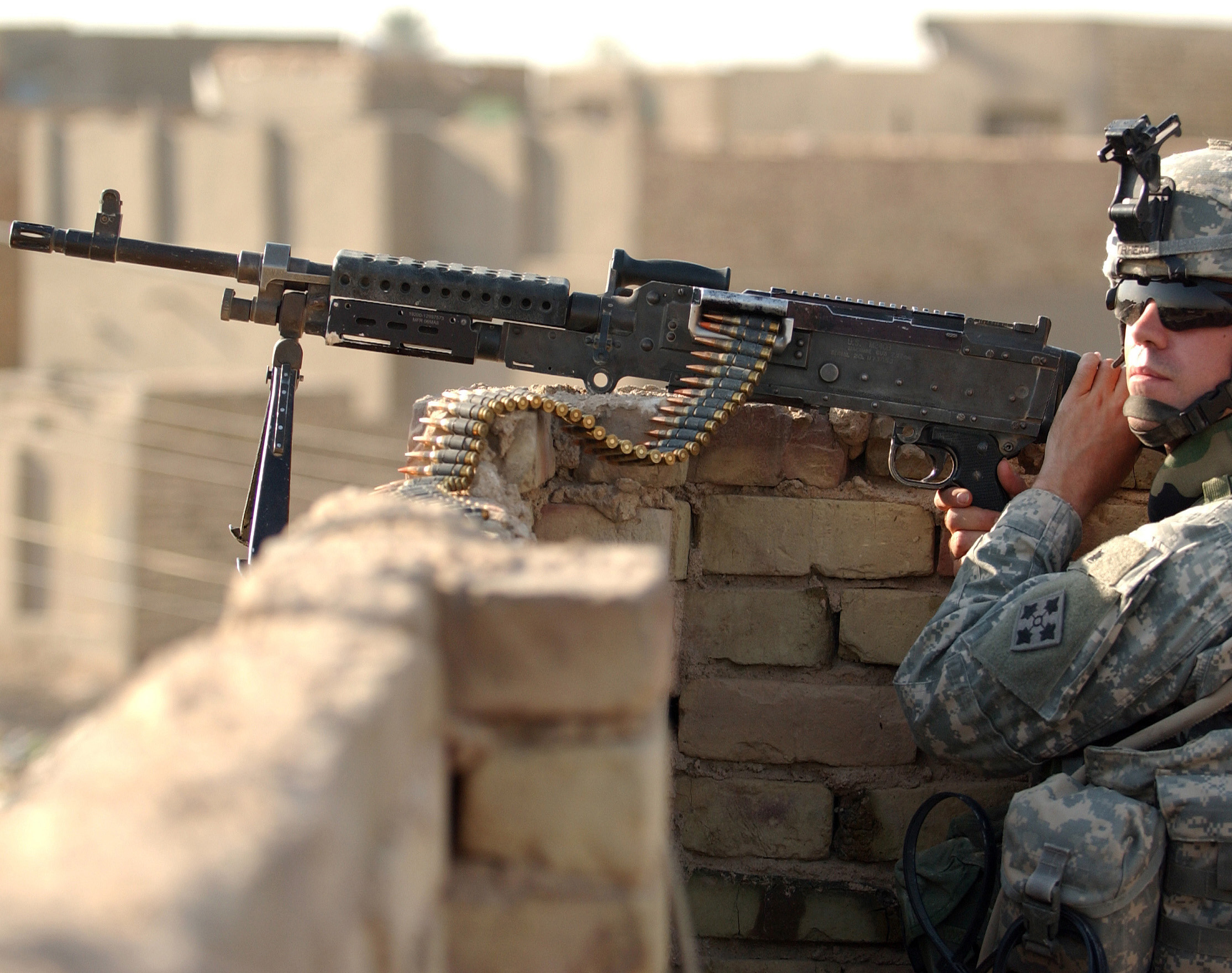
Un soldat de la 4a Divisió d'Infanteria tripulant una metralladora M240 a l'Iraq.

Alertada el 19 de gener de 2003, la 4a Divisió d'Infanteria estava programada per participar en la guerra de l'Iraq a la primavera de 2003 encapçalant un avenç des de Turquia cap al nord de l'Iraq. El Parlament turc es va negar a concedir permís per a l'operació i l'equip de la divisió va romandre a l'exterior en vaixells durant la preparació per a la guerra (vegeu més avall). La seva missió original, que tenia 13 divisions iraquianes al llarg de la "Línia Verda" al nord de l'Iraq, va ser executada per la Task Force Viking conjunta.
La decisió turca va impedir que la divisió participés en la invasió tal com estava previst originalment, en lloc d'unir-se a la lluita com a força de seguiment. Després d'organitzar ràpidament el material i la mà d'obra als ports de Kuwait, la divisió es va traslladar a posicions al voltant de Bagdad l'abril de 2003. Després que tots els actius divisionals es van establir a l'Iraq, els equips de combat de la Brigada van atacar zones seleccionades. Les principals vies d'atac de la divisió van empènyer al nord a través de Tikrit i Mossul. Amb seu als antics palaus de Saddam Hussein, la Quarta es va desplegar a la zona nord del triangle sunnita. La 4a Divisió d'Infanteria es va estendre per tot el nord de l'Iraq des de Kirkuk fins a la frontera iraniana i fins al sud fins a Al Wihda, al sud-est de Bagdad.
El quarter general de la divisió es trobava a FOB Ironhorse a l'antic complex presidencial de Saddam a Tikrit, mentre que el quarter general de l'equip de combat de la 1a brigada es trobava al FOB Raider al sud de la ciutat. Al sud, a la volàtil província de Diyala, hi havia la seu de l'equip de combat de la 2a Brigada a FOB Warhorse, al nord-est de Baqubah. L'equip de combat de la 3a Brigada es trobava a FOB Anaconda a la base aèria de Balad al nord-oest de Khalis i DIVARTY, juntament amb elements del 1r Batalló, 44è Regiment d'Artilleria de Defensa Aèria a FOB Gunner, camp d'aviació d'Al Taji. A l'extrem nord estacionat en un camp aeri als afores de la ciutat de Kirkuk hi havia elements de la 4a Brigada d'Artilleria de la divisió i unitats annexades, fins a mitjans de setembre quan va ser traslladat de nou a Tikrit. La 4a Divisió d'Infanteria també va desarmar els guerrers MEK al nord de l'Iraq entre juliol i agost de 2003.
El 13 de desembre de 2003, elements de l'Equip de Combat de la 1a Brigada van participar en l'operació Alba Roja amb les forces d'operacions especials dels Estats Units, que van capturar Saddam Hussein, antic president de l'Iraq.
La divisió va sortir de l'Iraq a la primavera de 2004, i va ser rellevada per la 1a Divisió d'Infanteria.
Alguns han criticat la divisió sota el seu llavors comandant, el major general Raymond T. Odierno, titllant la seva posició de bel·ligerant durant la seva entrada inicial a l'Iraq després que la guerra terrestre hagués cessat i argumentant que la unitat no té "cors i ments". L'enfocament va ser ineficaç per sufocar la insurrecció. En defensa de la seva unitat, Odierno i altres han argumentat que l'activitat de l'enemic a l'àrea d'operacions de la 4t ID era més gran que a qualsevol altra zona del país a causa de l'alta concentració de grups de resistència sunnites a la regió encara lleials al règim de Saddam Hussein. La seva unitat tenia la seu a la ciutat natal de Hussein i aquest entorn requeria un enfocament diferent dels de les unitats situades a les regions més pacífiques del sud i el nord del país.

#### Orde de batalla a la Guerra d'Iraq
1r Brigada (Raider)
1r Batalló, 8è Regiment d'Infanteria (Mech) - Detached From 3r Brigada
1r Batalló, 22è Regiment d'Infanteria (Mech)
1r Batalló, 66è Regiment Cuirassat
3r Batalló, 66è Regiment Cuirassat
4t BN, 42n Regiment Artilleria de Campanya (155SP)
2n Brigada (WarHorse)
2n Batalló, 8è Regiment d'Infanteria (Mech)
1r Batalló, 67è Regiment Cuirassat
3r Batalló, 67è Regiment Cuirassat
3r Batalló, 16è Regiment d'Artilleria de Campanya (155SP)
1r Esquadró, 10è Regiment de Cavalleria
3r Brigada (Iron)
1r Batalló, 12è Regiment d'Infanteria (Mech)
1r Batalló, 68è Regiment Cuirassat
3r Batalló, 29è Regiment d'Artilleria de Campanya (155SP)
4t Batalló d'Enginyers
64th Forward Support Batalló
4a Divisió d'Artilleria d'Infanteria (DIVARTY)
1r Batalló, 44è Regiment d'Artilleria de Defensa Aèria 

#### Operacions importants de l'OIF I
- Operació Planeta X (15 de maig de 2003)
- Operació Peninsula Strike (9 de juny de 2003 - 12 de juny de 2003)
- Operació Desert Scorpion (15 de juny de 2003 - 29 de juny de 2003)
- Operació Sidewinder (29 de juny de 2003 - 7 de juliol de 2003)
- Operació Soda Mountain (12 de juliol de 2003 - 17 de juliol de 2003)
- Operació Ivy Serpent (12 de juliol de 2003 - 21 de juliol de 2003)
- Operació Ivy Lightning (12 d'agost de 2003)
- Operació Ivy Needle (26 d'agost de 2003)
- Operació Escombrat Industrial (octubre de 2003)
- Operació Ivy Cyclone (7 de novembre de 2003)
- Operació Ivy Cyclone II (17 de novembre de 2003)
- Operació Alba Roja (13 de desembre de 2003)
- Operació Ivy Blizzard (17 de desembre de 2003)
- Operació Arrowhead Blizzard (17 de desembre de 2003)
- Operació Rifles Fury (21 de desembre de 2003)[17]

#### Desplegaments posteriors a l'Iraq
El segon desplegament de la divisió a l'Iraq va començar a la tardor de 2005. El Quarter General de la divisió va substituir la 3a Divisió d'Infanteria, que havia estat dirigint les operacions de seguretat com a quarter general de la Divisió Multinacional - Bagdad. La quarta identificació va assumir la responsabilitat el 7 de gener de 2006 de quatre províncies del centre i el sud de l'Iraq: Bagdad, Karbala, An-Najaf i Babil. El 7 de gener de 2006, MND-Bagdad també va assumir la responsabilitat de la formació de les forces de seguretat iraquianes i la realització d'operacions de seguretat a les quatre províncies.
Durant el segon desplegament, l'àrea d'operació (AO) de la 3a Brigada de la 4a Divisió d'Infanteria era les províncies de Saladí i Diala i va ser assignada per dur a terme operacions de seguretat i entrenament sota el comandament de la Task Force Band of Brothers, liderada inicialment per la 101a Divisió Aerotransportada(Assalt Aeri) i més tard la 25a Divisió d'Infanteria amb seu a FOB Warhorse. Més tard, durant el tercer desplegament, la unitat va estar involucrada en la batalla de Sadr City de 2008 .
El març de 2008, l'Equip de Combat de la 1a Brigada es va desplegar a l'Iraq i estava estacionat a Bagdad. El 1r Batalló, 66è Regiment de Cuirassats es va separar de la brigada i es va adjuntar a la 4a Brigada, 10a Divisió de Muntanya que estava estacionada a FOB Rustamiyah a Al Amin, Bagdad. La brigada va tornar a casa a Fort Hood, Texas el març de 2009 i immediatament va començar a preparar-se per a la reassignació a Fort Carson, Colorado.
En aquests tres desplegaments a l'Iraq:
- 84 soldats del 4ID/Task Force Ironhorse van ser morts el 2003-2004
- 235 4ID/Divisió Multinacional: els soldats de Bagdad van perdre la vida el 2005-2006
- 113 4ID/Divisió Multinacional - Els soldats de Bagdad van ser assassinats el 2007-2009

El juliol de 2009 es va produir un altre canvi de comandament de la divisió quan el MG David Perkins va prendre el comandament per convertir-se en el 56è comandant general de la 4a divisió d'infanteria. Amb aquest canvi de comandament, van passar esdeveniments encara més significatius, ja que la 4ID va completar 14 anys anomenant a Fort Hood, TX, casa seva i va tornar a Fort Carson, CO, on havien servit des de finals de 1970 fins a finals de 1995. Va ser en aquest moment quan el 4t. El quarter general de la divisió i l'equip de combat de la 1a Brigada es van traslladar a Fort Carson, Colorado. La 2a i 4a Brigadas ja s'havien traslladat i la 3a Brigada ja es trobava a Fort Carson sense haver-se traslladat mai a Fort Hood i la Brigada d'Aviació de la 4a Divisió d'Infanteria es va quedar a Fort Hood, Texas.
La 3a Brigada de la 4a Divisió d'Infanteria es va desplegar al sud de l'Iraq des del març del 2010 fins al març del 2011 en suport de les operacions Iraqi Freedom i New Dawn en un paper d'"Assessorament i assistència". Els soldats de la 3a Brigada van servir al costat de més de 50.000 membres del servei nord-americà sota el comandament de les Forces dels Estats Units-Iraq. Els soldats de la brigada van ajudar en l'entrenament i la preparació de les forces iraquianes encarregades d'assumir la responsabilitat del sector sud de l'Iraq després que s'esperava que les forces nord-americanes es retiressin de la zona. Els soldats de la 3a Brigada van ser remarcats com a "Equip de Combat de Brigada" i, en canvi, van ser reassignats com a Brigada "Assessorament i Assistència". La Brigada encara tenia l'encàrrec de completar les operacions de combat dins de l'Àrea d'Operacions del sector sud (AO) a l'Iraq i va estar exposats al combat directe contra forces anti-coalició operant al Ao. La 3a Brigada tornà a Fort Carson el març de 2011 per tal de tornar a les seves tasques de guarnició.

### Guerra a l'Afganistan
El maig de 2009, l'equip de combat de la 4a brigada es va desplegar en suport de l'operació Enduring Freedom X per a una rotació de combat de 12 mesos. El 1r Batalló del 12è Regiment d'Infanteria desplegat al Comandament Regional Sud. El grup de treball 1-12 va operar al districte de Maiwand i al districte de Zhari, concretament a la vall del riu Argandab, a l'oest de la ciutat de Kandahar. Conegut com "El cor de les tenebres" per la seva notorietat com el lloc de naixement dels talibans, els soldats de la Task Force 1-12 operaven en un entorn de combat molt complex.
Gran part dels combats es van dur a terme en camps de raïm notòriament densos, que les forces insurgents van utilitzar com a coberta i ocultació per a diversos atacs complexos a les forces de la coalició. El 2n Batalló 12è Regiment d'Infanteria es va desplegar al Comandament Regional Est i es va basar a la vall del riu Pech, a la província de Kunar, llar de les valls de Korangal, Waygal, Shuriak i Wata Pour. Durant la seva rotació, el 2n Batalló va veure un fort combat a tota la zona.
El 3r Esquadró del 61è Regiment de Cavalleria també es va desplegar al Comandament Regional Est i va servir durant la seva rotació a les províncies de Kunar i Nuristan. La Task Force Destroyer va viure un combat intens, concretament la batalla de Kamdesh, en què un lloc avançat de combat va ser atacat per més de 300 insurgents en un atac complex a 20 milles de la frontera amb Pakistan. Per la seva valentia, el 3 d'octubre de 2009, Bravo Troop 3-61 Cavalry es va convertir en la unitat més condecorada de la Guerra de l'Afganistan. La batalla de Kamdesh va ser la primera en 50 anys en què es va lliurar la Medalla d'Honor a dos soldats vius.
Alguns informes indiquen que els soldats nord-americans de la 4a ID no van mantenir els seus esforços en la lluita i es van retirar dins dels edificis per esperar que QRF arribés dels elements de la 10a Divisió de Muntanya. Al maig de 2010, elements de l'equip de combat de la 4a Brigada van començar a redistribuir-se a Fort Carson i immediatament van començar a ajudar i entrenar unitats germanes per a futures operacions de contingència, així com a entrenament per als seus propis desplegaments de combat futurs. Durant el desplegament van morir 38 soldats de la brigada. Per les seves accions Combat Team de la 4th Brigada va ser guardonat amb el Premi Unitat Valorosa, la segona condecoració d'unitat més alta atorgada a les unitats de l'exèrcit dels Estats Units.
Quan el 4BCT es va tornar a desplegar a Fort Carson, la resta de la divisió s'havia de desplegar a l'Afganistan. Els equips de combat de la 1a i la 2a Brigada també van servir a l'Afganistan basant-se en els esforços iniciats per 4BCT. El 4t BCT ha tornat a desplegar-se en capacitat d'assessorament i assistència, complint la missió d'entrenar i preparar les Forces de Seguretat afganeses per al lliurament de totes les operacions de combat en els propers anys.
Els equips de combat de la 1a i la 2a Brigada es van desplegar a l'Afganistan en suport de l'operació Centinella de la Llibertat el 2017

### Operació Inherent Resolve
Els soldats assignats a la 4a Divisió d'Infanteria van completar un desplegament de nou mesos a l'Iraq el 2015, en suport de l'operació Inherent Resolve. Aquesta operació va donar suport a la intervenció militar contra l'Estat Islàmic de l'Iraq i el Llevant.
El febrer de 2015, les tropes de l'equip de combat de la 3a brigada blindada de la divisió es van desplegar al sud-oest asiàtic en suport de l'operació Inherent Resolve a l'Iraq i Síria.
El setembre de 2021, les tropes de l'equip de combat de la 1a Brigada Stryker de la divisió es van desplegar a la base aèria d'Erbil a l'Iraq després del tancament de bases per a l'operació Inherent Resolve.

### Operació Freedom's Sentinel
L'octubre de 2015, l'exèrcit nord-americà va anunciar que 1.000 soldats de la Brigada d'Aviació de Combat de la 4a Divisió d'Infanteria s'enviarien a l'Afganistan en algun moment de l'hivern, amb altres 1.800 soldats de l'Equip de Combat de la 2a Brigada d'Infanteria de la 4a Divisió d'Infanteria desplegats a l'Afganistan a la primavera de 2016. El 12 d'agost de 2016, un soldat nord-americà del 1r Batalló, 12è Regiment d'Infanteria, 2n Equip de Combat de Brigada, 4t ID va morir per una ferida no relacionada amb el combat a Kandahar.

### Operació Atlantic Resolve
El 3 de novembre de 2016, l'exèrcit nord-americà va desplegar uns 4.000 soldats de l'equip de combat de la 3a brigada blindada a Europa a l'hivern en suport de l'operació Atlantic Resolve, per ajudar a dissuadir una possible agressió russa. La brigada va arribar a Polònia i s'escampà per tot el continent, un batalló amb tancs M1 Abrams havia de cobrir la regió bàltica d'Estònia i Letònia, mentre que un altre havia d'operar a Alemanya. Un batalló d'infanteria mecanitzada amb porta tropes M2 Bradley i tancs M1 Abrams s'assentaria a la regió romanesa i búlgara, mentre que el quarter general de la brigada romandria a Polònia, juntament amb una unitat de cavalleria blindada i un batalló d'artilleria de camp amb obusos autopropulsats M109 Paladí.

## Estructura actual

Organització de la 4a Divisió d'Infanteria 2021

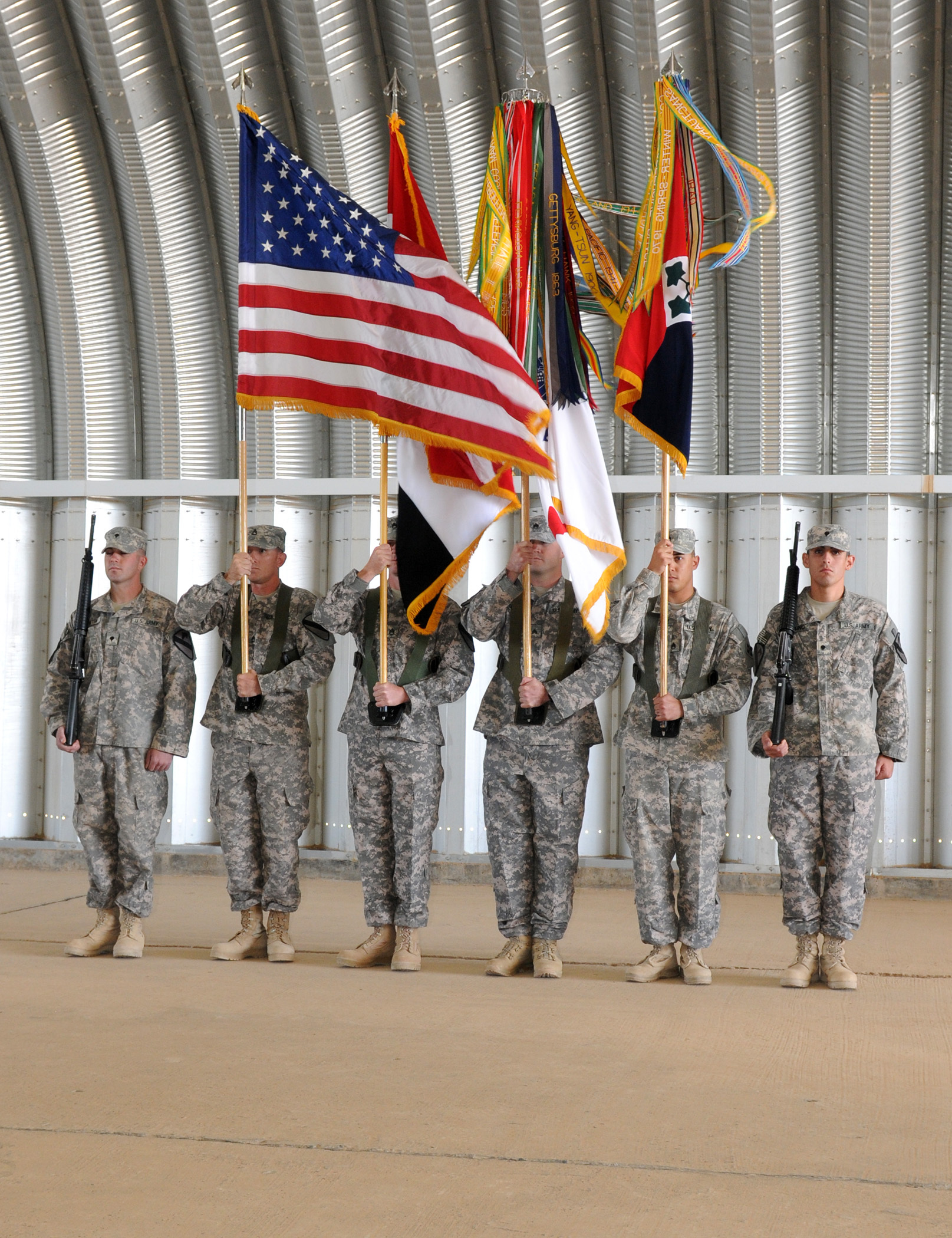
Un guàrdia de banderes de la 4a Divisió d'Infanteria preparant-se per treure les banderes

La 4a Divisió d'Infanteria consta d'un batalló del quarter general de la divisió, tres equips de combat de brigada (dos Stryker i un blindat), una artilleria de divisió, una brigada d'aviació de combat i una brigada de suport de la divisió:
- 4a Divisió d'Infanteria (Fort Carson, Colorado)[31]
  -  Division Quarter General i Batalló del Quarter General
  - 1r Equip de Combat de Brigada - Stryker (Raiders)[32]
    - Brigada Quarter General and Quarter General Company
    -  2n Esquadró, 1r Regiment de Cavalleria (1r Regiment of Dragoons)
    -  1r Batalló, 38è Regiment d'Infanteria (Rock of the Marne)
    -  2n Batalló, 23è Regiment d'Infanteria (Tomahawks)
    -  4th Batalló, 9è Regiment d'Infanteria (Manchu)
    -  2n Batalló, 12è Regiment d'Artilleria de Campanya (Viking)
    -  299è Batalló d'Enginyers Brigada Engineer
    -  4t Batalló de Suport de la Brigada (Packhorse)

  - 2n Equip de Combat de Brigada - Stryker (War Horse)[33]
    - Brigada Quarter General i Companyia de Quarter General (Trojans)
    -  3r Esquadró, 61è Regiment de Cavalleria (Destroyers)
    -  1r Batalló, 12è Regiment d'Infanteria (Red Warriors)
    -  2n Batalló, 12è Regiment d'Infanteria (Lethal Warriors)
    -  1r Batalló, 41è Regiment d'Infanteria (Straight and Stalwart)
    -  2n Batalló, 77è Regiment d'Artilleria de Campanya (Steel)
    -  52è Batalló d'Enginyers de Brigada (Patriots)
    -  704t Batalló de Suport a la Brigada (Blacksmiths)

  - 3r Equip de Combat de Brigada Cuirassat (Iron)
    - Brigada Quarter General i Companyia de Quarter General
    -  4t Esquadró, 10è Regiment de Cavalleria (BlackJack)
    -  1r Batalló, 66è Regiment Cuirassat (Iron Knights)
    -  1r Batalló, 68è Regiment Cuirassat (Silver Lions)
    -  1r Batalló, 8è Regiment d'Infanteria (Fighting Eagles)
    -  3r Batalló, 29è Regiment d'Artilleria de Campanya (Pacesetters)
    -  588è Batalló d'Enginyers de Brigada Batalló (Lone Star)
    -  64è Batalló de Suport a la Brigada (Mountaineers)

  - 4ta Divisió d'Infanteria - Artilleria
    - Quarter General i Quarter General de la Bateria

  - Brigada d'Aviació de Combat, 4a Divisió d'Infanteria (Ivy Eagles)
    -  Brigada Quarter General i Companyia de Quarter General
    -  6è Esquadró (atac/reconeixement), 17è Regiment de Cavalleria[34]
    -  2n Batalló (Suport General), 4t Regiment d'Aviació
    -  3r Batalló (Assalt), 4th Regiment d'Aviació
    -  4th Batalló (Atac/Reconeixement), 4t Regiment d'Aviació
    -  404t Batalló de Suport a l'Aviació

  -   Brigada de suport de la 4a divisió d'infanteria (abans coneguda com a 43a Brigada de suport)
    - Batalló de tropes especials
    -  68è Batalló de Suport al Suport al Combat

## Honors

### Crèdit de participació a la campanya
- Primera Guerra Mundial:

1. Aisne-Marne;
2. Saint-Mihiel;
3. Meuse-Argonne;
4. Champagne 1918;
5. Lorraine 1918

- Segona Guerra Mundial:

1. Normandia (amb punta de fletxa) (excepte la 3a Brigada);
2. Nord de França (excepte la 3a Brigada);
3. Rhineland (excepte 3a Brigada);
4. Ardennes-Alsace (excepte la 3a Brigada);
5. Europa central (excepte la 3a Brigada);

- Vietnam:

1. Contraofensiva, Fase II;
2. Contraofensiva, Fase III;
3. Contraofensiva del Tet;
4. Contraofensiva, Fase IV;
5. Contraofensiva, Fase V;
6. Contraofensiva, Fase VI;
7. Tet 69/Contraofensiva;
8. Estiu-Tardor 1969;
9. Hivern-primavera 1970;
10. Contraofensiva del Santuari (Excepte la 3r Brigada);
11. Contraofensiva, Fase VII (Excepte la 3r Brigada).

- Guerra de l'Iraq

1. Alliberament de l'Iraq: del 19 de març de 2003 a l'1 de maig de 2003.
2. Transició de l'Iraq: del 2 de maig de 2003 al 28 de juny de 2004.
3. Governació iraquiana: del 29 de juny de 2004 al 15 de desembre de 2005.
4. Resolució Nacional: 16 de desembre de 2005 al 9 de gener de 2007.
5. Iraqi Surge: del 10 de gener de 2007 al 18 de desembre de 2008.
6. Sobirania iraquiana: de l'1 de gener de 2009 al 31 d'agost de 2010.
7. Operació New Dawn – 1 de setembre de 2010 al 31 de desembre del 2011.

- Operació Enduring Freedom (Afganistan):

1. Consolidació II – 1 d'octubre de 2006 al 30 de novembre de 2009.
2. Consolidació III – 1 de desembre de 2009 a 30 de juny de 2011.

1. Transició I: de l'1 de juliol de 2011 al 31 de desembre de 2014.

- Operació Inherent Resolve – 15 de juny de 2014 - A determinar.

### Condecoracions
Citació Presidencial d'Unitat per a la PROVÍNCIA DE PLEIKU (només 1a brigada)
 Citació Presidencial d'Unitat per a DAK TO DISTRICT (només 1a brigada)
 Fourragere belga 1940
 Citat a l'Ordre del Dia de l'exèrcit belga per a l'acció a BÈLGICA
 Citat a l'Ordre del Dia de l'exèrcit belga per a l'acció a les ARDENES
 Creu de Compliment de la República del Vietnam amb palma per a VIETNAM 1966–1969
 Creu de Compliment de la República del VietnamCreu de galanteria de la República del Vietnam amb palma per a VIETNAM 1969–1970
 Medalla d'Honor de l'Acció Civil de la República del Vietnam, primera classe per VIETNAM 1966–1969
 Premi a la Unitat Superior de l'Exèrcit (unitats seleccionades) per a la prova i l'avaluació de la Força XXI (1995–1996)
 Premi Unitat Valorosa (equip de combat de la primera brigada i unitats de suport) per a l'operació Alba Roja, Iraq – 2003

### Receptors de la Medalla d'Honor

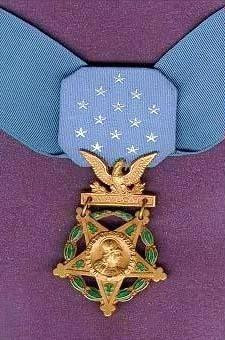
La Medalla d'Honor

#### Primera Guerra Mundial
- William Shemin (a títol pòstum)

#### Segona Guerra Mundial
- Marcario Garcia
- George L. Mabry, Jr.
- Bernard J. Ray (a títol pòstum)
- Theodore Roosevelt Jr. (a títol pòstum)
- Pedro Cano (a títol pòstum)

#### Guerra del Vietnam
- Leslie Allen Bellrichard (a títol pòstum)
- Thomas W. Bennett (a títol pòstum)
- Donald W. Evans, Jr. (a títol pòstum)
- Bruce Alan Grandstaff (a títol pòstum)
- Dwight H. Johnson
- Phill G. McDonald (a títol pòstum)
- David H. McNerney
- Franky Zoly Molnar (a títol pòstum)
- Anund C. Roark (a títol pòstum)
- Elmelindo R. Smith (a títol pòstum)
- Louis E. Willett (a títol pòstum)

#### Guerra de l'Afganistan
- Clinton L. Romesha
- Ty Carter
- Florent A. Groberg

## A la cultura popular
- La insígnia l'espatlla de la 4a Divisió d'Infanteria, la Insígnia de l'Heura, es fa servir com a insígnia de combat per dos personatges a la pel·lícula de la guerra del Vietnam de 1986 Platoon, del sgt. Warren, interpretat per Tony Todd, i pel capità Harris, interpretat per Dale Dye.
- La 4a Divisió d'Infanteria ha estat esmentada a The last of us: Left Behind
- La 4a divisió d'infanteria va aparèixer a la pel·lícula The Longest Day.